# Eilema flavicosta
Eilema flavicosta là một loài bướm đêm thuộc phân họ Arctiinae, họ Erebidae.